# Х-25
Х-25 (по классификации МО США и НАТО — AS-10 Karen) — советская / российская высокоточная авиационная ракета класса «воздух-поверхность» малого радиуса действия.
Разработка управляемой ракеты Х-25 («изделие 69») началась в ОКБ «Звезда» в 1970 году. Ракета Х-25 принята на вооружение в 1976 году, с 1992 года поставляется на экспорт.
Предназначена для уничтожения бронетехники, радиолокационных станций, надводных кораблей и других целей.
Семейство ракет Х-25 имеют осколочно-фугасную боевую часть массой от 86 кг — до 136 кг (в зависимости от модификации).

## Модификации

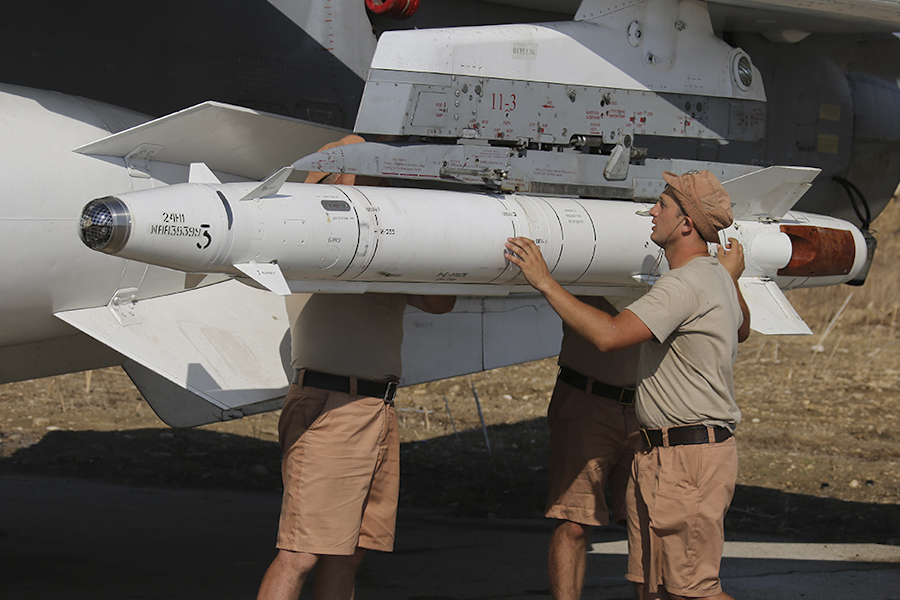
Установка Х-25 на пилон самолёта

Разработаны следующие модификации Х-25 (литера «М» в наименовании означает «модульная»):
- Х-25 («изделие 69», Х-25Л) — базовый вариант с лазерной ГСН
- Х-25МА — с активной радиолокационной ГСН, предлагается на экспорт с 1999 года
- Х-25МЛ («изделие 713») — с полуактивной лазерной ГСН 24Н1 и тандемной БЧ способной пробивать до 1 метра бетона[4]
- Х-25Р/Х-25МР («изделие 714») — с помехозащищённым радиокомандным наведением
- Х-25МТ — с телевизионной ГСН
- Х-25МСЭ
- Х-25МТП — с тепловизионной (инфракрасной) головкой самонаведения
- Х-27ПС («изделие 72», имеет обозначение НАТО: AS-12 Kegler) — базовый противорадиолокационный вариант Х-25
- Х-25МП («изделие 711», AS-12 Kegler) — модульная противорадиолокационная ракета (с пассивной радиолокационной ГСН ПРГС-1ВП или ПРГС-2ВП) предназначенная для поражения РЛС широко распространённых ЗРК типа «Хок» и «Усовершенствованный Хок» (примечание: I-Hawk, I- improved). В основном идентична Х-27ПС, имеет модифицированную в части введения признака системы наведения и изменения закона управления систему управления, позволившую уменьшить минимальную дальность пуска с 9,5-10 км у ракеты Х-27ПС до 3-5 км у ракеты Х-25МП. Также, был удлинён и стал самостоятельным шестым отсеком хвостовой обтекатель, ранее входивший в состав отсека энергообеспечения.
- Х-25МПУ (AS-12 Kegler) — модернизированный вариант Х-25МП. Имеет РЛГСН с расширенным диапазоном частот способным работать по РЛС ЗРК типа «Crotale» и «Roland», также, ракета снабжена инерциальной системой наведения, что дало возможность пролонгировать наведение и осуществлять повторный захват цели в случае временного выключения РЛС-цели. Имеет значительно увеличенную по сравнению с Х-25МП дальность стрельбы.

## Тактико-технические характеристики
|                                               | Х-25                                                       | Х-25МЛ                                                     | Х-25МР                                                     | Х-25МП                                                     |
| --------------------------------------------- | ---------------------------------------------------------- | ---------------------------------------------------------- | ---------------------------------------------------------- | ---------------------------------------------------------- |
| заводской индекс                              | изделие 69                                                 | изделие 713                                                | изделие 714                                                | изделие 711/ изделие 712                                   |
| год принятия на вооружение                    | 1976                                                       | 1981                                                       | 1981                                                       | 1981                                                       |
| Система управления                            | автопилот СУР-71 с лазерной ГСН                            | автопилот СУР-73 с лазерной ГСН                            | автопилот СУР-73 с радиокомандной СН                       |                                                            |
| ГСН                                           | полуактивная лазерная 24Н1                                 | полуактивная лазерная 24Н1                                 |                                                            | пассивная радиолокационная ПРГС-1ВП/ПРГС-2ВП               |
| двигатель                                     | РДТТ ПРД-228                                               | Двухрежимный РДТТ ПРД-276                                  | Двухрежимный РДТТ ПРД-276                                  | Двухрежимный РДТТ ПРД-276                                  |
| боевые характеристики                         |                                                            |                                                            |                                                            |                                                            |
| минимальная дальность пуска, км               | 3                                                          | 3                                                          | 3                                                          | 3                                                          |
| максимальная дальность пуска, км              | 7                                                          | 10                                                         | 10                                                         | 40                                                         |
| КВО, м                                        | 6,4 (5-10 м)                                               | 6 (5-10 м)                                                 |                                                            |                                                            |
| скорость носителя, км/ч                       | 700-1000                                                   | 700-1250                                                   | 700-1250                                                   | 700-1250                                                   |
| минимальная высота применения, км             | 0,5                                                        | 0,05                                                       | 0,05                                                       | 0,05                                                       |
| максимальная высота применения, км            | 4                                                          | 5                                                          | 5                                                          | 12                                                         |
| максимальная скорость полёта, м/с             | 850                                                        | 870                                                        | 860                                                        | 920                                                        |
| средняя скорость полёта, м/с                  |                                                            | 400-450                                                    | 400-450                                                    | 400-450                                                    |
| время полёта на максимальную дальность, с     |                                                            | 15-18                                                      |                                                            |                                                            |
| массо-габаритные характеристики               |                                                            |                                                            |                                                            |                                                            |
| длина, мм                                     | 3750                                                       | 3705                                                       | 3830                                                       | 4194/4294                                                  |
| диаметр, мм                                   | 275                                                        | 275                                                        | 275                                                        | 275                                                        |
| размах крыла, мм                              | 820                                                        | 755                                                        | 755                                                        | 755                                                        |
| размах оперения, мм                           |                                                            | 493                                                        | 493                                                        | 493                                                        |
| стартовая масса, кг                           | 320                                                        | 299±8                                                      | 320                                                        | 315±8                                                      |
| основная БЧ                                   | Ф25-1М осколочно-фугасная                                  | Ф27                                                        | Ф27                                                        | Ф27                                                        |
| масса осн. БЧ, кг                             | 112                                                        | 140                                                        | 140                                                        | 86-90                                                      |
| масса ВВ, кг                                  | 80                                                         |                                                            |                                                            |                                                            |
| дополнительная БЧ                             | Ф25-2М осколочно-фугасная                                  | —                                                          | —                                                          | —                                                          |
| масса доп. БЧ, кг                             | 24                                                         | —                                                          | —                                                          | —                                                          |
| масса ВВ, кг                                  | 13                                                         | —                                                          | —                                                          | —                                                          |
| габариты транспортного контейнера (ДхШхВ), мм |                                                            | 4200х860х806                                               | 4200х860х806                                               | 4816х855х816                                               |
| вес в стартовом контейнере, кг                |                                                            | 540                                                        | 540                                                        | 530                                                        |
| совместимость                                 |                                                            |                                                            |                                                            |                                                            |
| устройства отделения:                         | АПУ-68, АПУ-68УМ, АПУ-68-85, АПУ-68УМ2, АПУ-68УМ3          | АПУ-68, АПУ-68УМ, АПУ-68-85, АПУ-68УМ2, АПУ-68УМ3          | АПУ-68, АПУ-68УМ, АПУ-68-85, АПУ-68УМ2, АПУ-68УМ3          | АПУ-68, АПУ-68УМ, АПУ-68-85, АПУ-68УМ2, АПУ-68УМ3          |
| носители:                                     | Су-17, Су-24, Су-25, Су-27, МиГ-27, МиГ-29, Ка-50 (Х-25МЛ) | Су-17, Су-24, Су-25, Су-27, МиГ-27, МиГ-29, Ка-50 (Х-25МЛ) | Су-17, Су-24, Су-25, Су-27, МиГ-27, МиГ-29, Ка-50 (Х-25МЛ) | Су-17, Су-24, Су-25, Су-27, МиГ-27, МиГ-29, Ка-50 (Х-25МЛ) |
| экономические показатели                      |                                                            |                                                            |                                                            |                                                            |
| стоимость за единицу:                         |                                                            |                                                            |                                                            |                                                            |